# Gustav Landauer
Pour les articles homonymes, voir Landauer.
Gustav Landauer, né le 7 avril 1870 à Karlsruhe et mort le 2 mai 1919 à Munich, est un anarchiste et révolutionnaire allemand. Il est le principal théoricien du socialisme libertaire en Allemagne. Il est impliqué dans la création de la république des Conseils de Bavière en tant que commissaire à l'instruction publique et à la culture. Landauer est aussi connu pour être le premier traducteur en allemand moderne du mystique médiéval Maître Eckhart, ainsi que pour l'étude et la traduction d'œuvres de William Shakespeare.

## Biographie

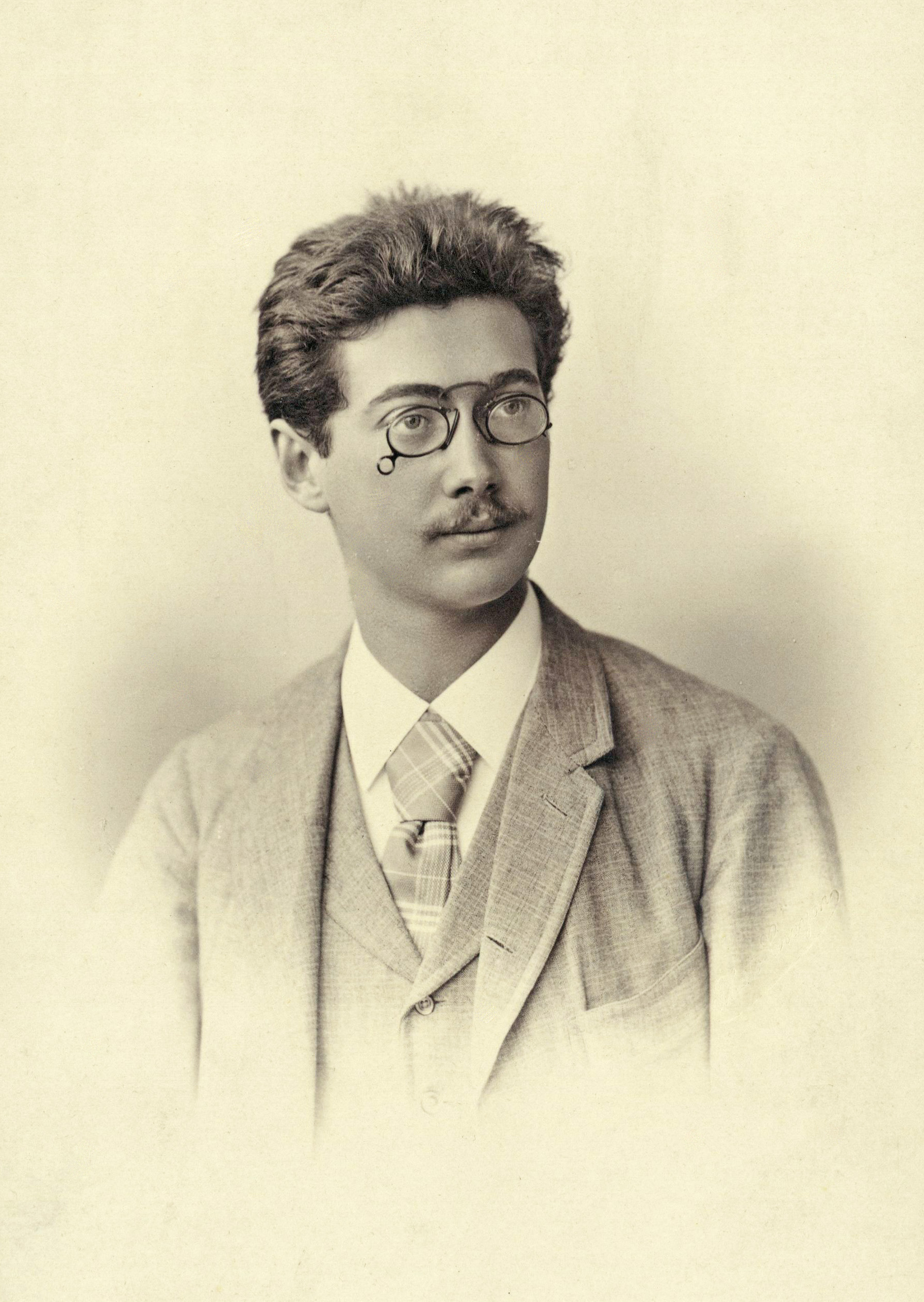

Fils d'un commerçant juif, Landauer étudie d'abord au lycée Bismarck de Karlsruhe (de) puis la philosophie, la philologie allemande, les lettres modernes et l'économie politique à Heidelberg, Strasbourg et Berlin. Après avoir quitté ses études en 1893, il travaille comme journaliste indépendant et comme orateur public. Pour subvenir aux besoins des siens, car il épouse la poétesse Hedwig Lachmann en secondes noces en 1903 dont il a deux filles, il est aussi employé dans une librairie berlinoise. 

### Les années de formation
D'abord de tendance plutôt social-démocrate, il devient bientôt anarchiste sous l'influence de Benedict Friedlaender (de) qui lui fait découvrir Kropotkine et Proudhon.
En 1892, il entre en relation avec le groupe Die Jungen, les Jeunes, une fraction de gauche de la social-démocratie allemande, très hostile à la stratégie strictement parlementaire et à l'attentisme des chefs de la SPD. Les Jeunes sont alors expulsés de la SPD et forment l'Union des socialistes indépendants. La même année, Landauer est chassé des universités prussiennes en raison de son engagement politique.
En 1893, il devient rédacteur du journal Der Sozialist (de) (Le Socialiste), l'organe de l'Union des socialistes indépendants, qui se divise en une aile libertaire et une aile moins radicale qui retournera par la suite à la social-démocratie. Landauer prend le contrôle du journal et lui donne un ton résolument anarchiste. Les campagnes de presse qu'il lance à cette occasion lui vaudront plusieurs arrestations, des poursuites judiciaires et une première condamnation à un mois de prison, le 1er novembre 1893, à laquelle vient s'ajouter une nouvelle condamnation à neuf mois, le 22 décembre de la même année. Landauer profite de ce séjour en prison pour restituer en allemand moderne les écrits de Maître Eckhart, le mystique médiéval rhénan, et pour approfondir sa réflexion philosophique à partir de la critique du langage et de la métaphysique de son ami Fritz Mauthner.
En 1893, il est délégué de l'Union des socialistes indépendants au Congrès international de Zurich, où il plaide pour un « socialisme anarchiste », et contre la participation aux élections (parlementarisme). Il sera expulsé des débats du Congrès avec les autres anarchistes.

### Le judaïsme libertaire
En 1898-1899, alors qu'il dirige encore le Sozialist, Gustav Landauer lance une campagne de presse en faveur d'Albert Ziethen, condamné sans preuves pour le meurtre de sa femme, essentiellement parce qu'il est juif. Cette affaire le sensibilise au problème de l'antisémitisme. En outre, Landauer fait la connaissance, en 1900, du jeune Martin Buber, spécialiste déjà renommé du hassidissime et de la mystique juive ; cette rencontre amène le philosophe libertaire à s'interroger sur la signification de l'appartenance au judaïsme pour un homme comme lui, détaché de toute croyance religieuse. Buber oriente sa réflexion vers l'existence concrète des communautés juives de l'Est de l'Europe, les Ostjuden. En retour, Landauer influence profondément son jeune ami, en l'amenant à se tourner vers l'utopie d'une société sans État, mieux même d'une société contre l'État (Martin Buber, Utopie et socialisme, Paris, 1977 - 1946 -). En revanche, les deux hommes divergent sur la question religieuse, Buber est un penseur religieux, contrairement à Landauer qui est athée, et sur la question du sionisme, pour lequel Landauer n'a jamais manifesté une grande sympathie, contrairement à Buber qui est un sioniste fervent. En outre, la Première Guerre mondiale crée entre eux un conflit, Buber se ralliant à la version germanique de l'Union sacrée, contrairement à son mentor anarchiste, contempteur du militarisme et du nationalisme allemand.

### La Ligue socialiste
Au sein de la rédaction du Sozialist des oppositions se font jour entre les partisans de la lutte de classe et Gustav Landauer, qui se retire de la rédaction du journal en 1897.
Comme Errico Malatesta en Italie, Landauer n'entend pas sacrifier la lutte pour l'idéal anarchiste à la lutte strictement économique pour l'amélioration des conditions de vie des travailleurs, à quoi semble se résumer la lutte de classe. En outre, sa position, hostile à la lutte de classe, est surdéterminée par sa critique très âpre du marxisme orthodoxe de la deuxième Internationale : Landauer est résolument hostile à toute conception mécaniste et fataliste de l'histoire et de la société.
Influencé à la fois par les idées pacifistes de Léon Tolstoï et par le communisme libertaire de Pierre Kropotkine, il forme en 1908 avec Erich Mühsam, Martin Buber et Margarethe Faas-Hardegger la Sozialistischer Bund (de) (Ligue socialiste), une fédération très décentralisée de groupes anarchistes, qui envisage de contrecarrer le déclenchement inévitable de la Première Guerre mondiale par une grève générale.
En 1909, parait une nouvelle édition du Sozialist, que Landauer rédige pratiquement seul et où il précise ses idées sur le socialisme libertaire. En 1914, Landauer prend clairement parti contre la guerre, même s'il considère que le conflit a débuté à l'initiative de l'Allemagne, et il refuse de prendre parti pour l'un des belligérants contre l'autre – contrairement à certaines plumes connues de l'anarchisme, comme Pierre Kropotkine en Grande-Bretagne, ou Jean Grave et Emile Pouget en France, qui se rallient à l'Union sacrée. En 1915, le Sozialist est interdit par la censure militaire et Landauer est mis sous surveillance policière.

### La République des conseils de Bavière
Au moment de la révolution de novembre 1918, Gustav Landauer vient à Munich à la demande du nouveau ministre-président Kurt Eisner, un socialiste de gauche pour lequel il a d'abord de la sympathie et qui entend lui confier des tâches d'éveil culturel des masses. Landauer comprend d'emblée l'importance des conseils ouvriers, qui sont alors spontanément institués dans toute l'Allemagne. À ses yeux, les conseils ouvriers doivent former les cellules de base du nouvel édifice social, qui doit naître de la révolution. Il est donc résolument hostile au parlementarisme et favorable à une démocratie des conseils, ce qui l'amène à rompre avec Kurt Eisner, favorable à des élections parlementaires. Après l'assassinat de Eisner par un extrémiste de droite une grève générale est proclamée à Munich, Landauer participe alors à la proclamation de la République des conseils de Bavière, en avril 1919, en tant que commissaire à l'instruction publique et à la culture, aux côtés d'hommes comme Erich Mühsam et Silvio Gesell. Après une tentative de putsch, menée par les troupes favorables aux socialistes de droite, cette première tentative de république des conseils est remplacée par un conseil central dominé par Eugen Leviné et ses partisans communistes. Leviné, qui a participé en Russie à la révolution de 1905, est devenu un adepte des idées de Lenine, la rupture avec l'anarchiste Landauer est donc inévitable ; ce dernier critique donc la dérive autoritaire de Leviné et de ses amis, qu'il considère comme une nouvelle forme de jacobinisme, et finit par rompre avec eux. Dans sa correspondance, il avait déjà esquissée une critique radicale du bolchevisme : "Comment pouvez-vous me rapprocher des bolcheviques comme Karl Radek et Trotski ? La différence entre nous est pourtant simplement la suivante, qu'ils redoutent que je sois contre eux avec mon principe fédératif et mon refus de tout centralisme violent." (Lettre à Gustav Mayer, 17 janvier 1919). Le penseur anarchiste a donc parfaitement compris que la révolution russe était dans une impasse, grosse de dérives totalitaires (même s'il n'emploie pas ce terme, alors inédit) ; de même, il a compris que la République de Weimar risquait fort de donner naissance à un mélange inédit de bonapartisme et de nationalisme, qui finirait par emporter la République et ses défenseurs, précisément parce qu'ils ont refusé la révolution. En mai 1919, lorsque l'armée reprend Munich, Landauer est arrêté et sauvagement assassiné : il est battu à mort par des soldats des corps francs, qui laissent ensuite son cadavre pourrir sur place durant plusieurs jours.

## Pensée philosophique et politique
Les références un peu déconcertantes de Gustav Landauer, qui doit autant au romantisme et à Nietzsche qu'à Pierre Kropotkine et à Proudhon, ont conduit à des contre-sens au sujet de sa pensée, qui est souvent assimilée à celle de Stirner, alors que Landauer n'a jamais cessé de critiquer l'individualisme des sociétés contemporaines, voire assimilée à un mysticisme religieux, alors que le penseur libertaire n'a jamais transigé sur son athéisme. Sa réflexion influencera des écrivains et des penseurs comme : Martin Buber, Erich Mühsam, Ernst Toller, Ret Marut / B. Traven, Gershom Scholem, Walter Benjamin et Paul Celan. 

### La communauté
La pensée de Gustav Landauer part du constat de l'aliénation radicale des hommes au sein des sociétés contemporaines ; ici, aliénation doit être entendue au sens littéral de rendre autre, étranger : le processus de destruction des communautés traditionnelles par l'industrialisation, le développement des échanges marchands et l'affirmation de l'État national a créé une situation où chaque individu vit dans une solitude méfiante, rendu étranger à lui-même, à autrui et au monde. Le but de l'émancipation n'est donc plus simplement de délivrer les êtres humains de la misère et de la superstition, mais aussi de rebâtir une unité sociale et culturelle cohérente, ce que Landauer appelle dans Scepticisme et mystique, son essai de 1903, une communauté animée par un esprit. Au sein d'une communauté de cette sorte, chaque individu se retrouve lui-même en renouant avec l'humanité et en rétablissant des rapports avec la nature qui ne sont plus uniquement des rapports utilitaires, mais aussi poétiques ou esthétiques. La communauté, en tant qu'humanité, en tant que monde, est plus réelle, plus substantielle que l'individu. Le retrait, à l'occasion duquel l'individu se retire en lui-même et se sépare de la société, coïncide en fait avec cette redécouverte de la communauté en tant que pure humanité et inhérence essentielle à la nature. "La communauté par le retrait", c'est le titre d'un article, écrit par Landauer en 1903, qui précise ces points. L'humanité, en tant que communauté avec autrui, devient ainsi la réalité substantielle de l'individu, ce qui lie intimement chaque homme à autrui et ce qui le pousse à établir des rapports fraternels avec les autres hommes. La forme la plus immédiate de cette communauté avec autrui est le langage partagé : chaque nouvelle manière de parler coïncide ainsi avec la découverte de nouveaux rapports avec autrui. De même, il existe un état de pure communauté avec le monde, ou de pure ouverture au monde. De là, le privilège que Landauer accorde à la poésie, tout poème authentique définit une nouvelle manière de parler et de sentir, donc une nouvelle forme de communauté avec autrui et avec le monde, sans ces expériences inédites la société nouvelle, le peuple nouveau, le socialisme n'ont aucun sens. Philosophiquement, Landauer tend vers une sorte de panthéisme dérivé de Spinoza, mais sa pensée enveloppe aussi des éléments venus de Nietzsche et du romantisme allemand (surtout de Goethe et de Hölderlin), avec une forte insistance sur l'idée qu'il existe une dimension du langage proprement poétique qui autorise une approche de la réalité et d'autrui plus directe que celle que permet la rationalité discursive.

### L'histoire et l'utopie
Gustav Landauer est résolument hostile à toute conception mécaniste et fataliste de l'histoire et de la société, ce point explique le ton très âpre de sa critique de l'idéologie de la deuxième internationale, le marxisme orthodoxe, qu'il n'hésite pas à qualifier, dans L'appel au socialisme de 1908, de "peste de notre temps et de malédiction du mouvement ouvrier". Contrairement aux marxistes de son temps, Landauer ne croit absolument pas à une fatalité historique qui mènerait inéluctablement le prolétariat au communisme. Il entend conserver à l'histoire un certain degré d'indétermination, qui assure aux individus la possibilité d'agir librement et collectivement en vue du bien commun. L'historicité, c'est-à-dire la possibilité essentielle de maintenir ouverte l'histoire des sociétés humaines, est ainsi identifiée à la puissance d'agir collectivement en vue de créer de nouvelles formes sociales et culturelles : l'émancipation est utopie. L'utopie est une lutte pour des valeurs qui ne sont pas encore réalisées et cette lutte n'a pas lieu hors de l'histoire mais dans l'histoire. L'utopie, c'est-à-dire cette capacité d'ébranler les vieilles structures sociales pour créer du neuf, est pourtant constamment menacée de pétrification, d'immobilisation, ce que Landauer dans La révolution, son essai de 1907, qualifie de topie. Pour parer à cette menace, le penseur libertaire affirme, dans L'appel au socialisme de 1908, que "la révolution doit devenir un élément de notre ordre social, elle doit devenir la règle fondamentale de notre constitution". La révolution et l'utopie deviennent ainsi l'horizon permanent de la société socialiste. La destruction de l'État et du capitalisme, qui sont les buts fondamentaux du communisme libertaire, apparaissent désormais comme des processus continus, constamment repris, sans échappée définitive hors de l'histoire, mais sans fatalisme désespéré et désespérant. S'il arrive à Landauer de se référer au passé (aux communes médiévales par exemple) il s'agit uniquement pour lui d'un moyen de tracer une image évoquant la société future : en se référant à un passé lointain, qu'il idéalise sciemment, le philosophe anarchiste cherche en fait à ouvrir des perspectives sur l'avenir. Sa pensée n'est donc pas réactionnaire mais tournée vers l'avenir, vers la société nouvelle, vers le peuple nouveau, c'est-à-dire vers le socialisme, qui est utopie et révolution.

### Peuples et nations
Contrairement à la plupart des penseurs socialistes (anarchistes ou non), Gustav Landauer n'a pas une perception négative de la particularité nationale et culturelle des Juifs, il ne cherche pas à l'effacer au profit d'une conception abstraite de l'humanité, qui résorberait toutes différences : "L'humanité ne veut pas dire uniformité mais union du multiple" ("À propos du procès Beilis", 1913). Le fait national s'enracine pour lui dans le langage, qui est communauté. Le langage est ici conçu de manière très large, tout système symbolique est un langage, c'est pourquoi Landauer n'hésite pas à parler d'un peuple chrétien, d'un peuple des sculpteurs et d'un peuple des peintres, dans la mesure où il y a une symbolique chrétienne (du moins, au Moyen âge) et un système de signes commun aux sculpteurs ou aux peintres. Les Juifs de l'Est de l'Europe, les vrais Juifs selon Landauer, sont unis par un idiome commun, le yiddish, et par une culture commune ; en ce sens, ils forment d'ores et déjà une nation. La particularité nationale, en devenant consciente, forme l'esprit singulier propre à chaque peuple, cet esprit est langage, puisque la communauté est un langage partagé. Le renouvellement culturel et national, qui permettra au judaïsme de constituer à nouveau un peuple uni par un esprit, ne pourra donc venir que des communautés juives d'Europe orientale, qui possèdent une langue commune, mais qui doivent encore définir une nouvelle manière d'être ensemble, donc une nouvelle manière d'habiter leur langue et leur culture. En outre, pour Landauer, "être une nation veut dire avoir une mission" ("Ces pensées sont-elles hérétiques ?" 1913) et la mission des Juifs auprès des autres peuples européens s'identifie à la lutte pour la justice sociale, les Juifs renaitront donc comme peuple grâce au socialisme. Il s'agit là d'une reprise, sur un plan historique, sans arrière-fond religieux, de la vieille idée selon laquelle Israël est le glaive de la justice au sein des nations. Du point de vue du philosophe anarchiste, les Juifs (de l'Est), en tant que nation sans État, unie seulement par un langage et une culture, devraient être particulièrement disposés à comprendre l'idéal libertaire, ce point explique son relatif dédain pour le sionisme – dont le but était la fondation d'un État juif en Palestine et dont les partisans luttaient contre l'influence du yiddish. Aux yeux du penseur libertaire, lutter pour le renouvellement du peuple juif, c'est simultanément lutter en faveur du socialisme libertaire ; cette lutte doit libérer l'humanité du double joug qui pèse sur ses épaules : le capital et l'État. Pour bien comprendre cette réflexion sur le judaïsme, il faut constamment garder à l'esprit l'existence de vastes communautés juives en Pologne, en Ukraine, en Russie et dans les pays baltes, essentiellement formées de prolétaires dont la langue vernaculaire est le yiddish (notons, pour mémoire, que c'est au sein de ces communautés que sont nés à la fois L'Union générale des travailleurs juifs et le sionisme socialiste des Kibboutz); toutefois, le génocide perpétré par l'Allemagne nazie et par ses alliés européens a bouleversé la physionomie du judaïsme européen en anéantissant les communautés dans lesquelles Landauer avait mis une part de ses espoirs.

### La véritable démocratie
La réflexion proprement politique de Gustav Landauer se précise à l'occasion du déclenchement de la révolution de novembre 1918. Dans un article important de 1911, publié dans le deuxième Sozialist, "L'abolition de la guerre par l'autodétermination du peuple", Landauer avait déjà appelé de ses vœux la création d'un congrès ouvrier libre, qui, hors de l'emprise des partis et des syndicats, rassemblerait les délégués des comités ouvriers de base, munis d'un mandat impératif et révocable, en vue d'organiser une grève générale pour contrecarrer la Première Guerre mondiale. L'apparition, après la révolution de novembre 1918, d'un réseau serré de conseils ouvriers dans les principales villes d'Allemagne va permettre au penseur libertaire de développer l'idée de "véritable démocratie", en tant que démocratie des conseils. Landauer n'oppose pas la démocratie prolétarienne à la démocratie bourgeoise, il pense plutôt, dans le prolongement de Jean-Jacques Rousseau, qu'il appelle le "grand Suisse" et dont il pense qu'il est à l'origine de toute la pensée socialiste, que la souveraineté ne peut pas être représentée et que de ce fait le système parlementaire n'est pas à proprement parler démocratique, puisqu'il repose toujours sur la représentation de la souveraineté populaire par le truchement des députés du peuple. La démocratie des conseils est donc la véritable démocratie, parce qu'elle jette les bases d'une démocratie directe où « les travailleurs s'occupent de leurs propres affaires dans leurs propres assemblées », comme il le dit dans Les Républiques unifiées d'Allemagne et leur constitution, un article de 1918. Simultanément, la conception marxiste de la dictature du prolétariat est récusée. En tant que dictature d'un parti censé représenter le prolétariat, la dictature du prolétariat apparait désormais comme la forme achevée de l'aliénation politique, elle signe l'abdication de tout exercice direct de la souveraineté populaire et de toute démocratie, le philosophe libertaire n'hésite donc pas à la qualifier dans sa correspondance (Lettre à Adolf Neumann, 25 novembre 1919) de « dictature césarienne-prolétarienne ». Ajoutons que la véritable démocratie est aussi une démocratie contre l'État : la destruction de l'appareil d'État ouvrira un espace propice à la création d'un réseau cohérent de conseils et de communes – les fédérations locales des conseils –, au sein desquels les travailleurs se réapproprieront toute la force politique aliénée dans l'État.

## Œuvres
Il s'agit ici d'une bibliographie sélective et uniquement indicative (il n'existe pas d'édition de référence des écrits de Landauer en français).

### Textes en allemand de Gustav Landauer
- Skepsis und Mystik, Berlin, 1903 (Münster/Wetzlar, 1962). [Scepticisme et mystique]
- Die Revolution, Frankfurt/M., 1907 (Münster, 2003). [La Révolution]
- Aufruf zum Sozialismus, Berlin, 1911 (Berlin, 1998). [Appel au socialisme]
- Shakespeare. Dargestellt in Vorträgen, Berlin, 1920 (Hamburg, 1962). [Textes de G. Landauer sur Shakespeare édités par Martin Buber]
- Der werdende Mensch. Aufsätze über Leben und Schrifttum, Potsdam, 1921. [Articles philosophiques, politiques et littéraires de G. Landauer édités par Martin Buber]
- Beginnen. Ausätze über Sozialismus, Köln,1924 (Wetzlar 1977). [Articles politiques de G. Landauer édités par Martin Buber]
- Gustav Landauer, sein Lebensgang in Briefen, Frankfurt/M., 1929. [Correspondance de G. Landauer éditée par Martin Buber]
- Erkenntnis und Befreiung. Ausgewählte Reden und Aufsätze, Frankfurt/M., 1976. [Articles politiques de G. Landauer édités par Ruth Link-Salinger]
- Signatur : g. l. Gustav Landauer im "Sozialist", Frankfurt/M., 1986. [Articles de jeunesse de G. Landauer édités par Ruth Link-Salinger]
- Auch die Vergangenheit ist Zukunft. Essays zum Anarchismus, Frankfurt/M., 1989. [Articles de G. Landauer sur l'anarchisme édités par Siegbert Wolf.]
- Die Botschaft der Titanic, Berlin, 1994. [Articles de G. Landauer édités par Walter Fähnders et Hans-Georg Schmidt-Bergmann]
- Gustav Landauer-Fritz Mauthner : Briefwechsel 1890-1919, München, 1994. [Correspondance de G. Landauer et F. Mauthner éditée par H. Delf]

### Traductions de Gustav Landauer
- Meister Eckarts mystische Schriften, Berlin, 1903 (Frankfurt/M., 1995). [Restitution en allemand moderne des écrits de Maître Eckhart]
- Peter Kropotkin, Landwirtschaft, Industrie und Handwerk, Berlin, 1903 (Berlin, 1976). [ Pierre Kropotkine, Champ, usine et atelier.]
- Peter Kropotkin, Gegenseitige Hilfe in der Entwicklung, Leipzig, 1904 (Frankfurt/M., 2005). [ Pierre Kropotkine, L'entraide, un facteur de l'évolution.]
- Peter Kropotkin, Die Französische Revolution 1789-1793, Leipzig, 1909 (Grafenau, 1999). [ Pierre Kropotkine, La grande révolution 1789-1793.]
- Étienne de La Boétie, Von der freiwilligen Knechtschaft, 1910. [ Étienne de La Boétie, De la servitude volontaire.]
- Briefe aus der französischen Revolution. Ausgewählt, übersetzt und erläutert von Gustav Landauer, Frankfurt/M., 1919 (Berlin, 1997). [Lettres de protagonistes de la Grande révolution traduites du français par G. Landauer.

### Textes en français de Gustav Landauer
- La Révolution, éditions Champ libre, 1974 ; Sulliver, 2006.
- La Révolution, traduit de l'allemand par Margaret Manale et Louis Janover, suivi de Les Révolutions contre les prophètes, de Louis Janover, Éditions Sulliver, 2006, 203 p.
- La Communauté par le retrait et autres essais, traduit de l'allemand et présenté par Charles Daget, éditions du Sandre, 2008.
- Un appel aux poètes et autres essais, traduit de l'allemand et présenté par Charles Daget, éditions du Sandre, 2009.
- Dem grössten Schweizer. Au plus grand d'entre les Suisses. Traduction, Introduction et notes par Anatole Lucet. Rousseau Studies, Genève, Slatkine, N° 1, 2013, p. 327-334.
- L'appel au socialisme, 1911, traduction de Jean-Pierre Laffitte.

### En anglais
- (en) Ruth Link-Salinger (Hyman), Gustav Landauer. Philosopher of Utopia, Indianapolis, 1977.
- (en) Robert Graham, Anarchism : A Documentary History of Libertarian Ideas, From Anarchy to Anarchism (300 CE to 1939), volume I, Black Rose Books, 2005, texte intégral.
- (en) Eugen Lunn, Prophet of Community. The Romantic Socialism of Gustav Landauer, Berkley, 1973.

### En allemand
- Hanna Delf, Gert Mattenklott (de) (Hrsg.): Gustav Landauer im Gespräch. Symposium zum 125. Geburtstag. Niemeyer, Tübingen 1997.
- Michael Lausberg (de), Landauers Philosophie des libertären Sozialismus, Münster, Unrast Verlag, 2018 (ISBN 978-3-89771-244-7, Infos beim Verlag)
- Ulrich Linse (de): Gustav Landauer und die Revolutionszeit 1918–1919. Kramer, Berlin 1974.